# Molodova Druha, Dubno
Molodova Druha (în ucraineană Молодова Друга) este un sat în comuna Molodova Tretea din raionul Dubno, regiunea Rivne, Ucraina.

## Demografie
Componența lingvistică a localității Molodova Druha
     Ucraineană (98,7%)
     Alte limbi (1,29%)
Conform recensământului din 2001, majoritatea populației localității Molodova Druha era vorbitoare de ucraineană (98,7%), existând în minoritate și vorbitori de alte limbi.